# Сик'яткі

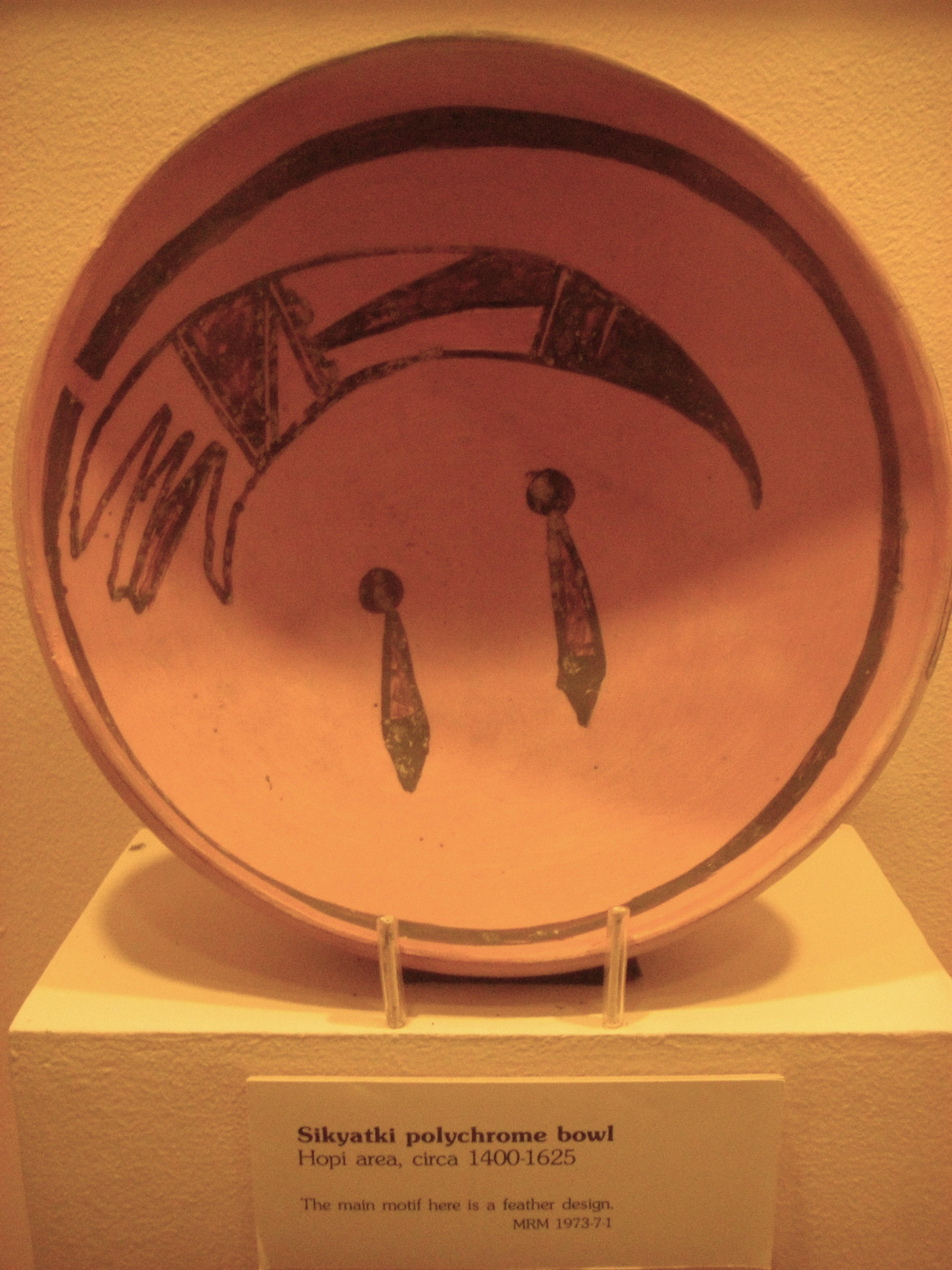
Чаша із Сик'яткі, бл. 1400—1625 рр. н. е.

Сик'яткі, мовою хопі — Sikyátki, букв. «жовтий будинок» — археологічна пам'ятка та колишнє поселення індіанців хопі, що займало площу від 40 до 60 тис. м² на східному краю Першої Меси, нині округ Навахо, штат Аризона. Тут у 14-17 ст. мешкав клан Кокоп племені хопі.
Систематичні розкопки Сік'яткі здійснив у 1895 році Джессі Волтер Ф'юкс (Jesse Walter Fewkes), який очолив експедицію Смітсонівського інституту. Під час розкопок були виявлені фрагменти кераміки, що добре збереглися. Ця кераміка надихнула Нампейо, чий чоловік брав участь у експедиції, на створення нових стилів індіанської кераміки.
Згідно з усними переказами хопі, Сик'яткі було спалено, а його населення знищили мешканці сусіднього селища Валпі. Приводом до війни стало те, що один із жителів Сик'яткі відрізав голову сестрі чоловіка, який образив його з Валпі.